# Chris Lohner

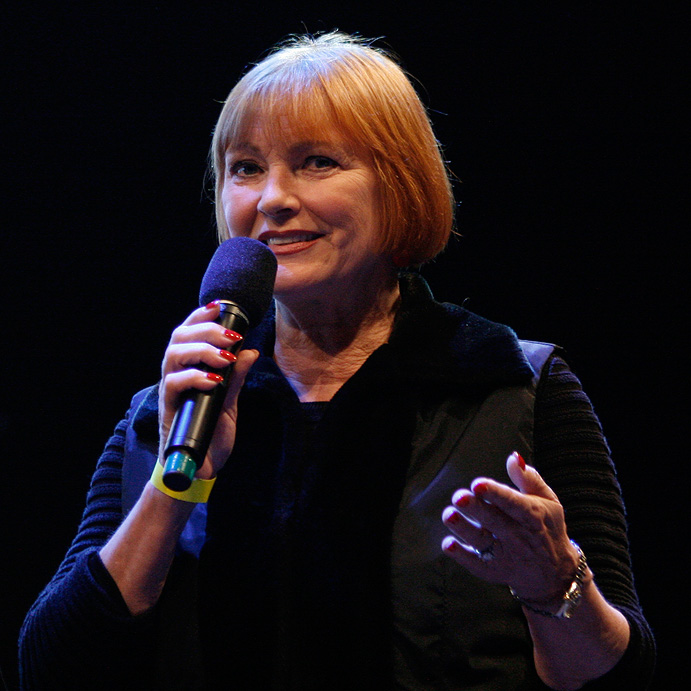
Chris Lohner (Wien 2009)

Chris Lohner (eigentlich Christine Lohner; * 10. Juli 1943 als Christine Keprda in Wien) ist eine österreichische Journalistin, Autorin, Moderatorin, Kabarettistin und Schauspielerin sowie die langjährige Stimme der Österreichischen Bundesbahnen (ÖBB).

## Leben

### Herkunft und Ausbildung
Christine „Chris“ Lohner, geborene Keprda – der Name kommt aus dem Tschechischen –, wurde als eine von zwei Töchtern von Franz Keprda (1915–2004), des damals jüngsten Volkshochschuldirektors, und einer Hausfrau geboren. Nach der Matura im Jahr 1961 am Gymnasium, das sie gemeinsam mit Margit Fischer besuchte, erhielt sie ein AFS-Stipendium für einen High-School-Aufenthalt in den Vereinigten Staaten (1962). Während dieser Zeit begann sie ein Schauspielstudium, das sie nach ihrer Rückkehr nach Österreich fortsetzte und mit dem Staatsexamen abschloss. Daneben arbeitete sie sieben Jahre lang in Italien, Frankreich, der Schweiz und Deutschland erfolgreich als Fotomodell.

### Karriere
Ab 1973 war Chris Lohner als Sprecherin und Moderatorin diverser Sendungen beim Fernsehen des Österreichischen Rundfunks (Österreich-Bild, Sonntags-Matinee, WIR, backstage) und bei Ö3 sowie als Gastgeberin der Talkshow Begegnungen bei 3sat tätig. Für ihre Programmansagen im ORF erhielt sie 1993 die Goldene Romy. 1994 hatte sie ihr Bühnendebüt in Wien mit „Ein flotter Zweier“. Seit 2001 moderierte sie die tägliche Sendung „Ganz ich“ auf Ö1 und präsentierte im Jahre 2006 ihr erstes Solostück „Sex? Aber mit Vergnügen!“ in einer Eigenproduktion. 2008 produzierte sie das Zweipersonenstück „Der Käfig“ von Jack Jacquine mit Fritz von Friedl als Partner. Beide Stücke wurden im stadtTheater walfischgasse in Wien aufgeführt. Im Oktober 2016 hatte ihr Programm Wolllust im Orpheum Wien Premiere, im Februar 2018 folgte das Programm Anekdoten aus meinem Leben – schräg, witzig, komisch. 2020 spielte sie im Salzburger Landestheater im Stück „Network“. 2023 tritt sie auf als Miss Higgins in „My Fair Lady“ in der Bühne Baden.
Ihre „Markenzeichen“ sind ihre roten Haare und ihre Pagenkopf-Frisur, die sie mit ihrer fast gleichaltrigen, jedoch schon verstorbenen WIR-Moderationskollegin Brigitte Xander teilte, vor allem aber ihre Stimme, die seit 1979 in den automatischen Ansagen auf Bahnhöfen und ab der Baureihe 4020 auch in den Zügen der Österreichischen Bundesbahnen zu hören war, bis man sie 2011 auf die deutsche Computerstimme Petra umzustellen begann. Unter anderem aufgrund von Fahrgastprotesten entschlossen sich die ÖBB allerdings 2015, wieder zu Chris Lohners Stimme, nun digitalisiert, zurückzukehren, die damit – außer auf Bahnhöfen – auch in den neuen Desiro ML-Triebwagen zu hören ist.
Seit 1979 publiziert sie ihre Bücher.

### Soziales Engagement
Chris Lohner engagierte sich von 2001 bis 2021 als „Good Will Ambassador“ für die Licht für die Welt – Christoffel Entwicklungszusammenarbeit, in deren Funktion sie sich mehrmals im Jahr in Afrika aufhielt um augenkranke Menschen zu unterstützen. Sie ist Ehrenmitglied des WWF Österreich und hat die Patronanz der vom Aussterben bedrohten Libelle übernommen. Sie betrieb ihr eigenes Charity-Projekt Kaftan – it fits, Hilfe die passt.
Seit 2021 ist sie ehrenamtliche Botschafterin von Jugend Eine Welt.

### Privates
Chris Lohner war nach siebenjähriger Beziehung ein weiteres Jahr mit Alfons Lohner verheiratet, dessen Namen sie, wie sie im Juli 2018 in einem Interview für das ORF-TV-Magazin Thema ausführt, nach der Scheidung behalten hat, denn: „… ich hab’ einen tschechischen Mädchennamen gehabt, Keprda, was immer sehr kompliziert war, ich musste das immer buchstabieren. […] mich hat niemand angesprochen mit Namen, sondern hat gesagt, ‚Mäderl steh’ auf, kannst du deinen Namen sagen‘.“ In diese Ehe brachte Alfons Lohner auch seine Tochter Marina Hajek, geborene Lohner, mit, die bei der ersten Begegnung mit Chris Lohner fünf Jahre alt war, und über die Chris Lohner sagt, „das beste, was ich von ihm hab’, ist meine Stieftochter“.
Im Weiteren lebte sie ab 1978 fünfzehn Jahre mit dem aus Jamaika stammenden Ex-Tennisspieler und Reggae-Sänger Lance Lumsden (eigentlich Lancelot; 30. Oktober 1939 bis 18. Juni 2011) zusammen und blieb mit ihrem „Lebensmenschen“ auch nach der Trennung noch freundschaftlich verbunden. Aufgrund seiner Hautfarbe war sie in dieser Zeit mit massiven Anfeindungen konfrontiert, wie sie in dem Thema-Interview darstellte:

„Also, die schwierigste Beziehung die ich hatte, war die mit Lance Lumsden: Nicht zwischen uns, sondern nach außen. Das war eine Zeit, wo man mich als Neger-Hure beschimpft hat, und ich habe auch einmal Scheiße im Karton bekommen, zum ORF, und da hat’s geheißen: ‚Negerhur’ schleich dich aus Europa und verschwind im Negerkraal.‘ Also solche Dinge sind passiert. Ich hab’ das noch nie erzählt. Aber in Zeiten wie diesen, wo das alles immer sehr an der Kippe ist, muss man das auch einmal sagen.“

Ihr Vater Franz Keprda (1915 bis 2004), dessen Nachlass sie im Juli 2015 dem Österreichischen Volkshochschularchiv übertrug, war ausgebildeter Bibliothekar. In den 1930er Jahren war er im Wiener Volksbildungsverein angestellt, dessen Direktor er von 1947 bis 1968 war. In dieser Zeit leitete er auch die heutige Volkshochschule polycollege Margareten im 5. Wiener Gemeindebezirk Margareten.
Chris Lohner lebt am südlichen Stadtrand von Wien.

## Programme
- 2016: Wolllust
- 2018: Anekdoten aus meinem Leben – schräg, witzig, komisch
- Lohner packt aus: Eine freche Abrechnung mit dem Älterwerden[14]
- Lohner führt sich auf: Menschen – Tiere – Anekdoten
- Was, schon wieder Weihnachten?
- 2020–2022: Bazooka und die Vier im Jeep
- 2023 Chris Lohner und Erwin Steinhauer „Schreib. Nein, schreib nicht!“

## Werke
- Die unzufriedene Schildkröte. Fabula, Bad Aibling 1979, ISBN 3-88539-103-1.
- Keiner liebt mich so wie ich oder die Kunst, in Harmonie zu leben. Ueberreuter, Wien 1997; Knaur, München 1999, ISBN 3-426-82225-3.
- Keine Lust auf Frust – Keine Zeit für Neid. von Schröder, München 1999; Ullstein, Berlin 2001, ISBN 3-548-36238-9.
- Beziehungsweise. Amouren und andere Abhängigkeiten. von Schröder, München 2001; Ullstein, Berlin 2004, ISBN 3-548-36741-0.
- Wer liegt da unter meinem Bett. Besonders wahre Geschichten. Lübbe, Bergisch Gladbach 2003; Echomedia, Wien 2011, ISBN 978-3-902672-36-0.
- 50 plus. Na und? Jentzsch bei Linde, Wien 2003, ISBN 3-7142-0005-3.
- Artige und unartige Liebesbriefe. Seifert, Wien 2005, ISBN 3-902406-17-8.
- Der Krokodilmann. Roman. Echomedia, Wien 2010, ISBN 978-3-902672-21-6.
- Jung war ich lang genug. … jetzt schau ich mir mal zu beim Älterwerden. Echomedia, Wien 2014, ISBN 978-3-902900-55-5.
- Wolllust: wonnig, witzig, wollig. Echomedia, Wien 2017, ISBN 978-3-903113-16-9.
- Shirley: der Hund den ich eigentlich nicht wollte. Echomedia, Wien 2019, ISBN 978-3-903113-60-2.
- Ich bin ein Kind der Stadt: Wienerin seit 1943. Echomedia, Wien 2020, ISBN 978-3-903113-75-6.
- Chris Lohners Zeitgeschichte in Bildern und Anekdoten, Edition A, Wien 2022  ISBN 978-3-99001-594-0

## Filmografie
- 1969: Oberinspektor Marek – Einfacher Doppelmord
- 1976–1983: Kottan ermittelt (Fernsehserie)
- 1992–1998: Tohuwabohu (Fernsehserie)
- 1996: Kaisermühlen Blues – Träume sind Schäume
- 2004: Der Weihnachtshund
- 2006: Feine Dame (Regie: Xaver Schwarzenberger)
- 2010: Kottan ermittelt: Rien ne va plus

## Auszeichnungen
- 1993: Goldene Romy[4] als „Beliebteste Programmansagerin“
- 3. März 2006: Goldenes Verdienstzeichen des Landes Wien
- 2. Juni 2009: Fritz-Greinecker-Preis für Zivilcourage, für ihr jahrelanges Engagement bei der österreichischen Hilfsorganisation Licht für die Welt.[4]
- 2015: Goldenes Ehrenzeichen für Verdienste um die Republik Österreich[15]